# Sōryū-Klasse (2009)
Die Sōryū-Klasse (japanisch そうりゅう型 Sōryū-gata), auch als 16SS-Klasse bezeichnet, ist eine Klasse von zwölf U-Booten der japanischen Maritimen Selbstverteidigungsstreitkräfte (JMSDF) mit außenluftunabhängigem Antrieb (AIP) und ersetzte die U-Boote der Harushio-Klasse. Sie ist die zweite Klasse mit diesem Namen in einer japanischen Marine. Namensvorgänger waren eine Flugzeugträger-Klasse von 1935.

## Technik
Während die ersten zehn Boote noch mit klassischen Bleibatterien ausgerüstet wurden, erhielt die Ōryū als erstes japanisches U-Boot Lithium-Ionen-Akkumulatoren in NCA-Technologie.

## Einheiten
Sie unterstehen der 1. U-Bootflottille in Kure und der 2. U-Bootflottille in Yokusuka.
| Kennung | Name                                            | Bauwerft  | Kiellegung        | Stapellauf        | Indienststellung | Heimathafen |
| ------- | ----------------------------------------------- | --------- | ----------------- | ----------------- | ---------------- | ----------- |
| SS-501  | Sōryū (そうりゅう, „Blauer Drache“)             | MHI, Kōbe | 2. Dezember 2005  | 5. Dezember 2007  | 30. März 2009    | Kure        |
| SS-502  | Unryū (うんりゅう, „Wolkendrache“)              | KHI, Kōbe | 31. März 2006     | 15. Oktober 2008  | 25. März 2010    | Kure        |
| SS-503  | Hakuryū (はくりゅう, „Weißer Drache“)           | MHI, Kōbe | 6. Februar 2007   | 16. Oktober 2009  | 14. März 2011    | Kure        |
| SS-504  | Kenryū (けんりゅう, „Schwertdrache“)            | KHI, Kōbe | 31. März 2008     | 15. November 2010 | 16. März 2012    | Kure        |
| SS-505  | Zuiryū (ずいりゅう, „Verheißungsvoller Drache“) | MHI, Kōbe | 16. März 2009     | 20. Oktober 2011  | 6. März 2013     | Yokosuka    |
| SS-506  | Kokuryū (こくりゅう, „Schwarzer Drache“)        | KHI, Kōbe | 23. März 2011     | 31. Oktober 2013  | 9. März 2015     | Yokosuka    |
| SS-507  | Jinryū (じんりゅう, „Gütiger Drache“)           | MHI, Kōbe | 12. März 2012     | 8. Oktober 2014   | 7. März 2016     | Kure        |
| SS-508  | Sekiryū (せきりゅう, „Roter Drache“)            | KHI, Kōbe | 25. März 2013     | 2. November 2015  | 13. März 2017    | Kure        |
| SS-509  | Seiryū (せいりゅう, „Reiner Drache“)            | MHI, Kōbe | 7. Februar 2014   | 12. Oktober 2016  | 12. März 2018    | Yokosuka    |
| SS-510  | Shōryū (しょうりゅう, „Aufsteigender Drache“)   | KHI, Kōbe | 28. Januar 2015   | 6. November 2017  | 18. März 2019    | Kure        |
| SS-511  | Ōryū (おうりゅう, „Phönixdrache“)               | MHI, Kōbe | 16. November 2015 | 4. Oktober 2018   | 5. März 2020     | Kure        |
| SS-512  | Tōryū (とうりゅう, „Kampfdrache“)               | KHI, Kōbe | 27. Januar 2017   | 6. November 2019  | 24. März 2021    | Yokosuka    |